# Правова система Литви
Правова система Литви (лит. Lietuvos teisė) — взаємодія суб'єктів національного права, що забезпечує досягнення належного правопорядку як необхідної умови функціонування та розвитку литовського суспільства; є приналежною до романо-германської правової сім’ї.

## Історія та загальна характеристика
Литовське право має дуже різноманітну історію. Час функціонування Великого князівства Литовського є одним з найвизначніших періодів для європейського середньовічного права, найбільш яскравими пам’ятками якого були Литовські статути, що діяли на території краю до 1840 року. В них поєднано багато норм давньоруського, польського, німецького міського і навіть римського права. Литовські статути були правовим фундаментом держави, використовувались як джерело кодифікації російського права і мали таку саму юридичну силу як і Конституція. Вже в ХІХ ст. царський уряд порушив своєрідність литовської правової традиції запровадженням російських законів. Після включення Литви до складу СРСР її винятковість  зовсім зникла. У листопаді 1940 Президія Верховної Ради СРСР ввела на території країни законодавство РРФСР і СРСР в його складі : кримінальне,кримінально-процесуальне, цивільне, цивільно-процесуальне,трудове та сімейне.
З відновленням незалежності у Литві здійснили  правову реформу, метою якої була перебудова всієї системи законодавства відповідно до норм нової демократичної Конституції, міжнародних стандартів та європейської правової традиції. 
Кожен з кодексів, які були започатковані в Соціалістичній Республіці Литви у 1960-х роках зазнав кардинальних змін, майже всі радянські закони були замінені новим законодавством, з нахилом на західноєвропейські зразки. Тепер Литовська правова база мала індивідуальні риси, які були близькі з латвійськими та естонськими зразками та істотно відрізнялись від законів, що було прийнято в СНД. 
Варто зауважити що зміни у Литві відбувались значно повільніше ніж у сусідніх країнах, фундамент правової системи до 2000 року не зазнав радикальних змін.
Правова система країни має таку ієрархію нормативних актів : Конституція; ратифіковані парламентом міжнародні угоди  ; закони (конституційні або звичайні) та інші парламентські акти; декрети Президента Республіки; постанови Уряду, прийняті на виконання законів або в порядку делегування законодавчих повноважень парламентом; розпорядження Прем'єр-міністра; накази та інші акти міністерств, міністрів; акти представницьких і виконавчих органів місцевого самоврядування.

## Цивільне та суміжні з ним галузі права
У 1990 році у Литві затверджується нова соціально-економічна система. Через це цивільне право зазнало змін. Уряд вважав що кращим буде не приймати новий кодекс, а вносити зміни у старий ЦК 1964 року. У 1992 році були закріплені нові основи майнових прав, у 1994 авторських і суміжних прав. З того часу господарство Литви базувалась на приватній власності, особистій свободі та ініціативі. Правовій базі підприємницької діяльності приділялась особлива увага. У 1990-ті рр. прийняті закони про конкуренцію (1992), про засади вільних економічних зон (1995), про публічне звернення  цінних паперів (1996), про акціонерні товариства (1994), про банкрутство підприємств (1997), про страхування(1996), про торгівлю, судноплавство (1996), про підприємства Литви (1999), про іноземні капітальні інвестиції (1995).  На радикальну зміну відносин власності в країні спрямовані закони про приватизацію державної та муніципальної власності (1995), про приватизацію державного майна і майна самоврядувань (1997), про відновлення прав власності громадян на нерухоме  майно (1997).
Земельна реформа (1991) гарантувала два способи придбання землі в приватну власність: відновлення права власності та придбання земельної ділянки. Колишні власники, які отримали землю, мають поряд з працівниками сільськогосподарського підприємства, котре приватизується, право на придбання майна цього підприємства. Колгоспи і радгоспи перетворені в сільськогосподарські товариства (по суті, виробничі кооперативи). 1996 рік варто відзначити конституційним законом, який вперше дозволив придбання у власність іноземцям земельних ділянок. А вже в 2000-у році була завершена кодифікація матеріального права , що регулює сучасні цивільно - правові відносини.
1 липня 2001 року основним джерелом цивільного права став новий литовський кодекс.

## Кримінальне право і процес
У ХХ ст. змін зазнало також і кримінальне законодавство. До 1940 року на території Литви діяло російське Кримінальне укладення, що було введено німецькою окупаційною владою у 1918 році, після цього почали функціонувати КК РРФСР і кримінальні закони СРСР. 
У 1960 році затверджений новий кодекс, що з точністю відображав КК інших союзних республік. З кінця 1980-х рр. кримінальний процес Литви піддається реформам. Їх ціллю було змінення правових гарантій для особистості. Деякі нові демократичні норми і принципи кримінального судочинства отримали закріплення в Основному законі країни 1992 р. Наприклад,  затримана на місці злочину особа протягом 48 годин має бути доставлена  до суду, де в присутності затриманого вирішується питання про обґрунтованість затримання. У разі неприйняття судом постанови про арешт особи, затриманий негайно звільняється.
1 січня 1995 року набрав чинності Закон про поправки і доповнення КК і КПК, який скорочував число основних видів покарання до чотирьох (смертна кара, позбавлення волі, виправні роботи і штраф), а додаткові - до трьох (конфіскація майна, штраф і позбавлення права виконувати певну роботу). З жовтня 1991 р. КК були внесенні  доповнення. А саме, положенням про можливість заміни страти довічним ув'язненням. Два останні вироки до смертної кари були приведенні в дію у 1995 році.  Вже наступного року у Литві була оголошена заборона смертної кари,  визнано що вона суперечить Конституції, після чого 22 грудня того ж року Сейм остаточно скасував цей вид покарання.
У 1997 році було прийнято ряд актів, спрямованих на боротьбу з новими формами злочинності. Зокрема, Закон "Про попередження організованої злочинності" від 1 липня 1997 року, Закон "Про превенції відмивання грошей" від 19 червня 1997 року. Останні зміни кримінального законодавства відображають нові політичні та соціально-економічні реалії, загальну гуманізацію кримінальної політики.
Кримінальний і кримінально-процесуальний кодекси 1960 року з численними змінами діяли у Литві до 2002 року. 26 вересня 2000 р. парламент схвалив нові  кодекси, які введено в дію з 1 січня 2003 р. одночасно з новими кримінально-процесуальним і кримінально-виконавчим кодексами. У новому КК найбільш суттєвими змінами можна вважати поділ кримінально протиправних діянь на власне злочини і проступки (що характерно для кримінального права більшості країн світу), а також значне скорочення серед санкцій питомої ваги покарань, пов'язаних з позбавленням волі. Після  входження  Литви до складу ЄС  1 травня 2004 року, кримінально-процесуальний кодекс був доповнений додатком, що має назву «Законодавчі акти ЄС, акредитовані  Литвою».

## Судова система. Органи контролю
Судова система Литви складається з Верховного суду, Апеляційного суду, окружних і місцевих (апілінкових) судів. Для розгляду адміністративних, трудових, сімейних та інших справ згідно з Конституцією можуть бути утворені  спеціалізовані суди. До 1998 року як спеціалізований у Литві діяв Господарський суд. Пізніше був скасований. Законом "Про суди Литви" від 31 травня 1994 року затверджено компетенцію та порядок утворення судів. Суди з особливими повноваженнями в мирний час засновуватися не можуть.
Найвищим судовим органом є Верховний суд. Він керує роботою всіх інших судів, узагальнює судову практику, аналізує статистику. Основною масою справ займаються місцеві суди. Рішення приймаються одноосібно і можуть бути оскаржені в окружних судах. Окружні та Вищі суди розглядають справи колегіально. 
Особливий орган передбачений законом про суди – Сенат суддів, складається з голів Верховного, Апеляційного та окружних судів, а також голів і членів департаментів Верховного суду. Він розглядає судову практику, дає рекомендації щодо застосування законів, а також розглядає скарги на рішення суддівських кваліфікаційних колегій і судів честі.
Відповідно до Закону "Про заснування адміністративних судів" від 14 січня 1999 року в Литві були засновані адміністративні суди Вільнюського, Каунаського, Клайпеди, Шяуляйського і Паневезького округів. Вони розглядають питання щодо законності адміністративно - правових актів та спори в сферах суспільного управління і податків. Сейм за поданням Президента  призначає і звільняє суддів Верховного суду, з їх числа обирається Голова. Судді Апеляційного суду  призначаються Президентом Республіки зі схвалення Сейму. А всіх інших судів призначає Президент без участі Сейму.
У 1995 році була заснована суддівська інституція, яка дає поради президенту, щодо призначення, підвищення, переведення або звільнення від займаних посад.
Важливою і незалежною частиною судової палати є прокуратура. Структура і порядок діяльності встановлені Законом "Про прокуратуру" від 13 жовтня 1994 г.  Вона складається з Генеральної прокуратури при Верховному суді, регіональних прокуратур при окружних судах і місцевих прокуратур при місцевих судах. Завдання – підтримання державного обвинувачення в кримінальних справах, здійснює кримінальне переслідування та контролює діяльність органів дізнання.Останні зміни в закон внесені 8 червня 2000 року.
Конституційний суд є окремою інстанцією. Законом "Про Конституційний суд" від 3 лютого 1993 року визначено його статус і порядок здійснення повноважень. Склад Конституційного суду кожні три роки оновлюється на 1/3. До нього належать 9 суддів, які призначаються на 9 років і тільки на один термін повноважень. Він приймає рішення про відповідність законів та інших актів Сейму Конституції, та слідкує за додержанням актів Президента Республіки і Уряду  відповідно до Конституції і законів. Конституційний суд подає висновки щодо того: 1) чи були порушенні закони під час виборів Президента або членів Сейму; 2) чи дозволяє стан здоров'я Президента виконувати йому в  подальшому свої обов'язки; 3) чи не суперечать Конституції міжнародні договори Литови; 4) чи суперечать Конституції конкретні дії членів Сейму та державних посадових осіб, щодо яких порушено справу про імпічмент.
На підставі Закону "Про адвокатуру" від 18 березня 2004 року захист громадян здійснює незалежна адвокатура, а також інститут омбудсмену (парламентський  уповноважений  з прав людини). Відповідно до Конституції скарги громадян щодо зловживань чи бюрократизму з боку державних посадових осіб і посадових осіб самоврядувань розглядаються контролерами Сейму. Вони можуть виносити на розгляд суду питання щодо  звільнення винних посадових осіб від займаних посад. 
При необхідності Сейм створює й інші інститути контролю. «Державний контроль» здійснює фінансово-економічне регулювання в країні, нагляд за законністю управління державним майном і його використання, а також  за виконанням державного бюджету.  Керівник призначається Сеймом  на 5 років за поданням Президента. Він подає до Сейму висновок щодо річного звіту про виконання бюджету.